# Voetbalkampioenschap van Elbe-Bode 1927/28
In 1927/28 werd het vijfde voetbalkampioenschap van Elbe-Bode gespeeld, dat georganiseerd werd door de Midden-Duitse voetbalbond. 
Viktoria Güsten werd kampioen en plaatste zich voor de Midden-Duitse eindronde. De club verloor met 6-1 van SC Apolda. 
Na dit seizoen werd de competitie ontbonden.

## Gauliga
| Plaats | Club                          | Wed. | W | G | V | Saldo | Ptn. |
| ------ | ----------------------------- | ---- | - | - | - | ----- | ---- |
| 1.     | FC Viktoria 1904 Güsten       | 10   | 8 | 1 | 1 | 42:15 | 17:3 |
| 2.     | SV 09 Staßfurt                | 10   | 8 | 0 | 2 | 52:15 | 16:4 |
| 3.     | FC Askania 1900 Aschersleben  | 10   | 4 | 4 | 2 | 35:30 | 12:8 |
| 4.     | FC Teutonia 1913 Aschersleben | 10   | 2 | 1 | 7 | 22:36 | 5:15 |
| 5.     | VfB Staßfurt                  | 10   | 1 | 3 | 6 | 18:42 | 5:15 |
| 6.     | FC Preußen Hettstedt          | 10   | 2 | 1 | 7 | 11:42 | 5:15 |

|  | Kampioen, geplaatst voor Midden-Duitse eindronde en speelt volgend jaar in 1. Klasse Anhalt |
|  | Speelt volgend jaar in 1. Klasse Mittelelbe                                                 |
|  | Speelt volgend jaar in 1. Klasse Harz                                                       |
|  | Speelt volgend jaar in 1. Klasse Kyffhäusers, maar trok zich voor de competitiestart terug  |